# Furgón de cola

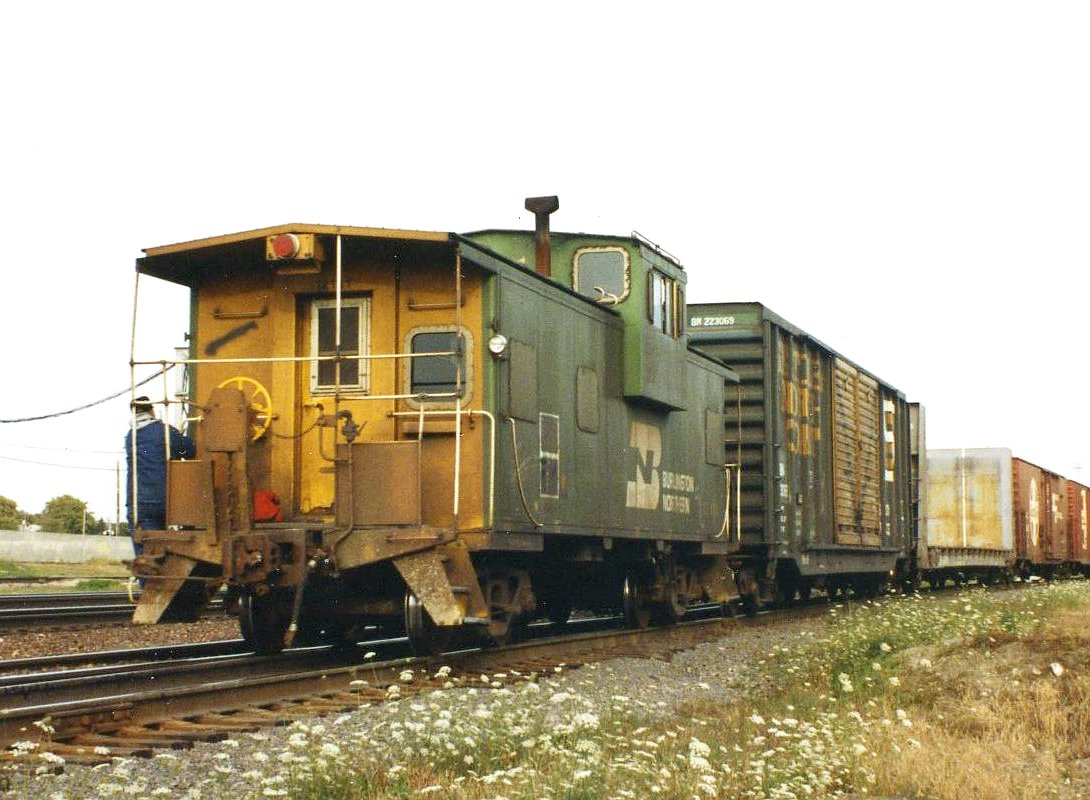
Un vagón de cola con visibilidad ampliada al final de un tren del Ferrocarril del Norte de Burlington en 1993

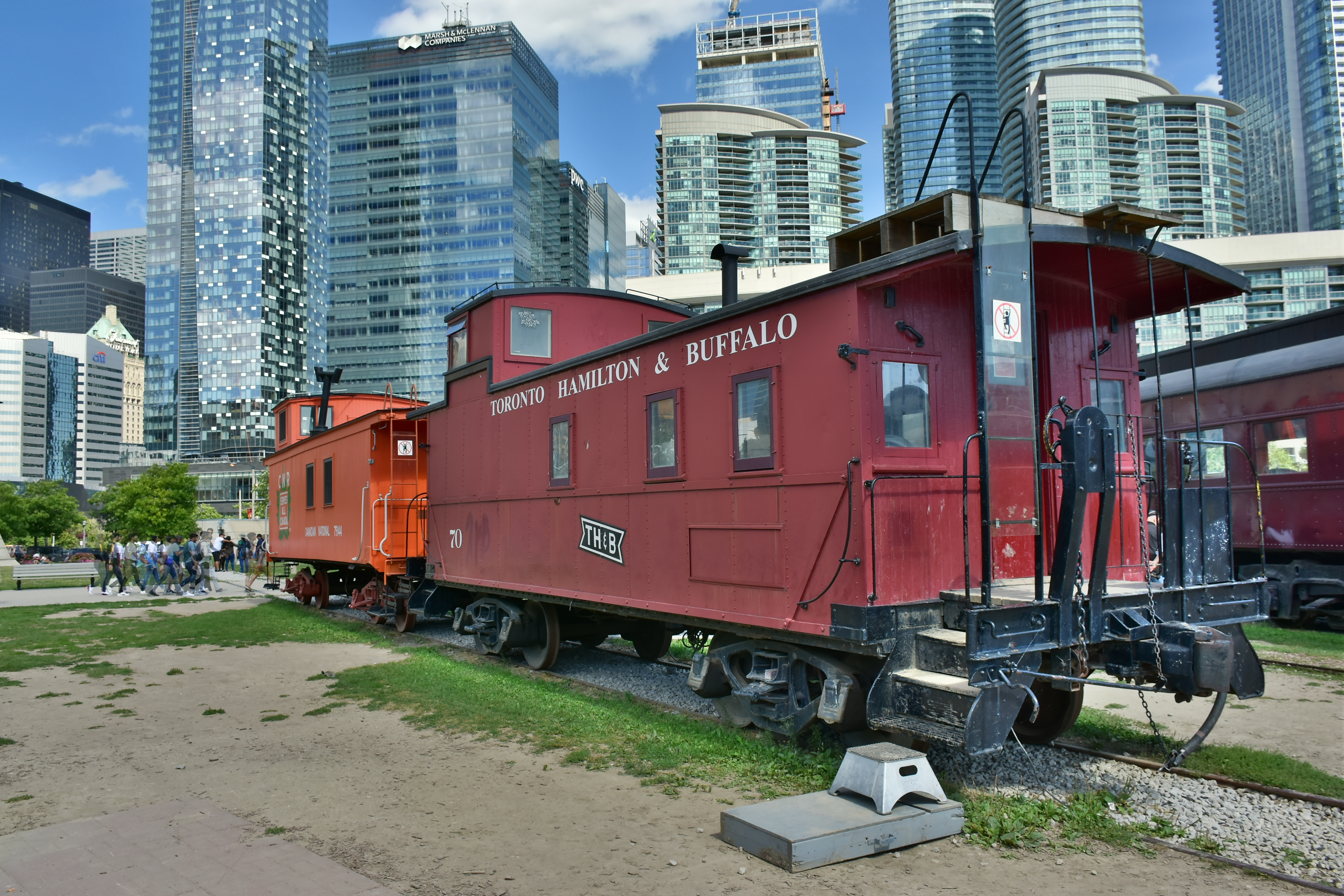
Un vagón de cola conservado del Ferrocarril de Toronto, Hamilton, & Buffalo, expuesto en el Museo del Ferrocarril de Toronto

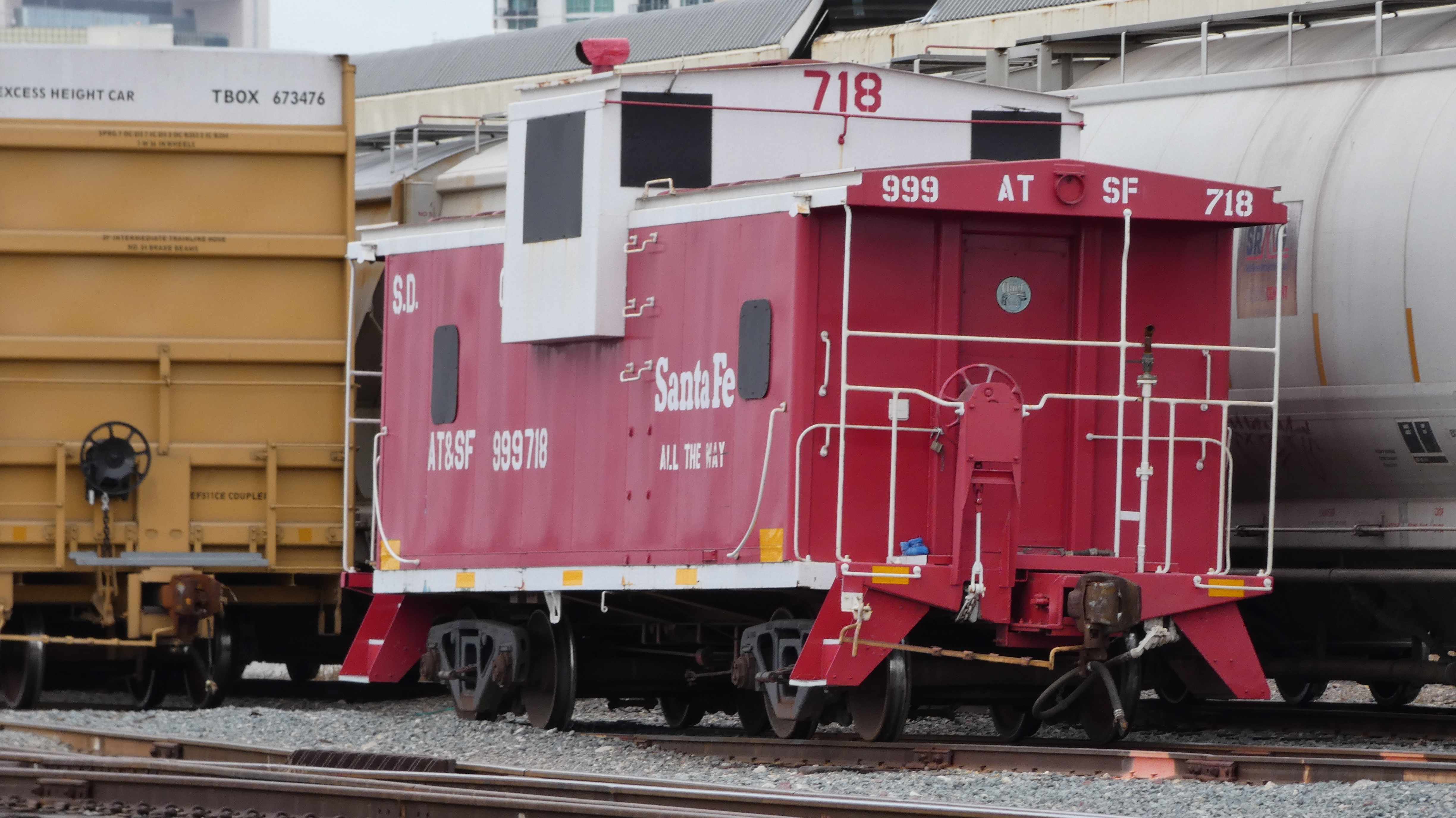
Un antiguo vagón de cola de la ATSF utilizado ahora por la BNSF como plataforma de cambio

Un furgón de cola es un tipo de vagón de ferrocarril con tripulación acoplado al final de un tren de mercancías, empleado especialmente en América del Norte. Servía para dar cobijo a la tripulación que antiguamente era necesaria en las maniobras ferroviarias de  cambio de vía y de composición de trenes, vigilando que no se produjeran desplazamientos de carga, daños en el material rodante o en las mercancías, o el sobrecalentamiento de los ejes.
Originalmente eran vagones de plataforma equipados con cabinas o vagones caja modificados, pero posteriormente se construyeron expresamente, con salientes por encima o a los lados del vagón para permitir a la tripulación observar mejor el tren. El vagón de cola también servía como oficina de los maquinistas y, en las rutas largas, incluía alojamiento para dormir y cocina.
En los ferrocarriles británicos y de la Commonwealth se utilizaba un vagón similar, el furgón de frenos (esta función era sustituida en Australia por el vagón de la tripulación). En los trenes no equipados con frenos continuos, proporcionaban un sistema de frenado suplementario y ayudaban a mantener tensos los enganches de cadena.
Los furgones de cola se utilizaron en todos los trenes de mercancías de Estados Unidos y Canadá hasta la década de 1980, cuando se relajaron las leyes de seguridad que exigían la presencia de furgones de cola y tripulaciones completas. Uno de los principales objetivos del furgón de cola era observar posibles incidencias desde la parte trasera del tren antes de que causaran problemas. Los detectores de defectos y los dispositivos de fin de tren de las líneas eliminaron gran parte de esta necesidad. Los vagones de mercancías más antiguos tenían cojinetes lisos alojados en cajas calientes, de forma que las tripulaciones podían detectar problemas de sobrecalentamiento en los ejes durante las paradas del tren. A medida que los vagones de mercancías sustituyeron estos rodamientos lisos por cojinetes de rodillos se redujo la necesidad de disponer de cabinas con personal para supervisarlos. En la actualidad solo se utilizan furgones de cola en trenes de mantenimiento o de mercancías peligrosas, en líneas secundarias industriales cuando es necesario realizar largos movimientos de retroceso, o en ferrocarriles históricos y turísticos.

## Etimología

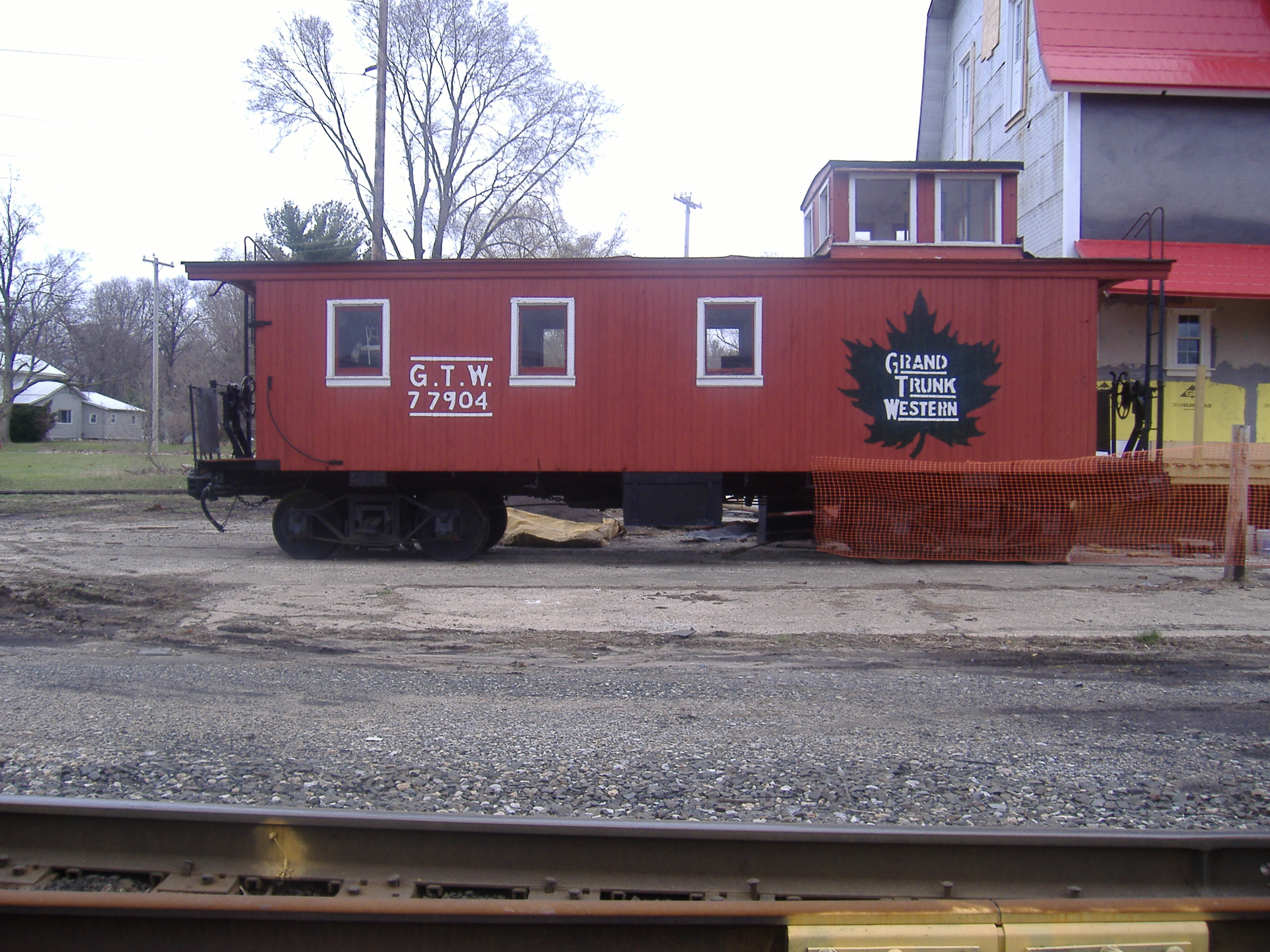
Un antiguo furgón de cola de madera del Ferrocarril Grand Trunk Oeste

El historiador ferroviario David L. Joslyn (dibujante que trabajó en el Ferrocarril del Pacífico Sur) rastreó la posible raíz de "caboose" hasta la palabra obsoleta del alemán bajomedieval Kabuse, un pequeño camarote erigido en la cubierta principal de un barco de vela. Este término se incorporó al neerlandés medio y entró en el neerlandés hacia 1747 como kabhuis, el compartimento de la cubierta principal de un barco en el que se preparaban las comidas. En holandés moderno, kombuis equivale a galera.
Los registros navales de Francia del siglo XVIII también hacen referencia a un cambose o camboose, que describía tanto la cabina de preparación de alimentos en la cubierta principal de un barco como su estufa. Camboose puede haber entrado en el inglés a través de los marineros estadounidenses que habían estado en contacto con sus aliados franceses durante la Revolución Americana. Ya se utilizaba en la terminología naval estadounidense cuando se construyó en 1797 el USS Constitution, cuya estufa de leña para la preparación de alimentos se conoce como camboose  En francés moderno, cambuse puede referirse tanto al pañol de un barco como al vagón norteamericano.
La palabra camboose utilizada para designar a una cabina para un cocinero estaba en uso en el inglés al menos desde 1805, cuando se utilizó en un artículo del Chronicle de Nueva York, citado en el New English Dictionary, que al describir un naufragio en Nueva Inglaterra, mencionaba que el "[Superviviente] William Duncan apareció a la deriva a bordo del canboose  [sic]". Los primeros vagones de cola del ferrocarril disponían de cabinas de madera erigidas sobre vagones planos ya en la década de 1830, similares a las barracas utilizadas para cocinar dispuestas en la cubierta de los barcos.
El primer registro impreso conocido de la palabra "caboose" utilizado para describir este tipo de vagones de ferrocarril apareció en 1859 en los registros judiciales en relación con una demanda presentada contra el Ferrocarril de Nueva York y Harlem.

## Historia

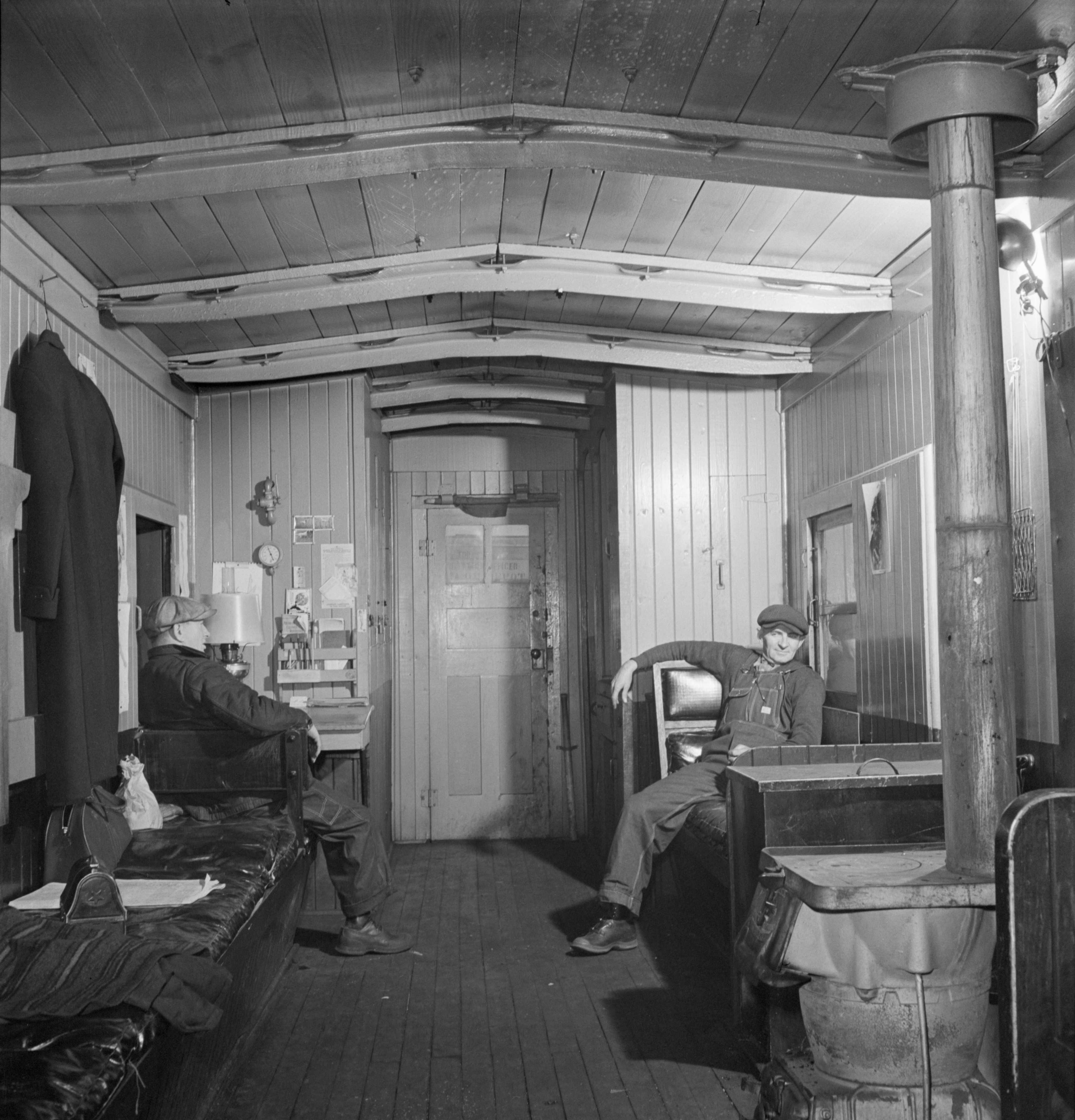
El interior de un furgón de cola del Ferrocarril de Indiana Harbor Belt (1943)

El uso de vagones de cola comenzó en la década de 1830, cuando los ferrocarriles alojaban a los maquinistas en barracones construidos sobre vagones de caja o vagones de plataforma. El vagón de cola proporcionaba a la tripulación un refugio en la parte trasera del tren. Los tripulantes podían salir del tren para cambiar de vía o para proteger la parte trasera del tren cuando estaba parado. También inspeccionaban el tren en busca de problemas como cambios de carga, equipos rotos o arrastrados y cajas calientes (cojinetes de ejes sobrecalentados, una seria amenaza de incendio y descarrilamiento). El revisor llevaba los registros y gestionaba los asuntos desde una mesa o escritorio en el furgón de cola. En los viajes más largos, el furgón de cola ofrecía un alojamiento mínimo y, con frecuencia, se personalizaba y decoraba con fotos y carteles.
Los primeros furgones de cola no eran más que vagones planos con pequeñas cabinas o vagones caja modificados. La forma estándar del furgón de cola americano tenía una plataforma en cada extremo con barandillas curvadas para facilitar el ascenso de los miembros de la tripulación a un tren en movimiento. Estaban equipados con luces rojas llamadas balizas para hacer visible la parte trasera del tren por la noche. Estas luces eran oficialmente lo que hacía que un tren fuera un "tren completo", y originalmente se encendían con lámparas de aceite. Con la llegada de la electricidad, las versiones posteriores del furgón de cola incorporaron un generador eléctrico accionado por correas acopladas a uno de los ejes, que cargaba una batería de almacenamiento de plomo-ácido cuando el tren estaba en movimiento. La adición de la cúpula, un puesto de vigía en la parte superior del vagón, se introdujo en 1863.
El carbón o la madera se utilizaban originalmente para encender una estufa de hierro fundido para calentar y cocinar, dando paso más adelante a un calentador de queroseno. Las antiguas estufas, ahora poco comunes, pueden identificarse por varias características esenciales. No tenían patas, se atornillaban directamente al suelo y presentaban un reborde en la superficie superior para evitar que las sartenes y las cafeteras se deslizaran. También tenían una puerta de doble pestillo, para evitar la descarga accidental de carbón caliente causada por el movimiento de balanceo del furgón de cola.
Los vagones de cola eran equipos que no generaban ingresos por sí mismos, y a menudo se improvisaban o se conservaban mucho más allá de la vida útil normal de un vagón de mercancías. La tradición en muchas líneas era que debían pintarse de un rojo brillante, aunque en muchas líneas acabó convirtiéndose en una práctica pintarlos con los mismos colores corporativos que las locomotoras. El Ferrocarril del Sur de Kansas City era el único que compraba vagones de cola con carrocería de acero inoxidable, por lo que no estaba obligada a pintarlos.

### Declive

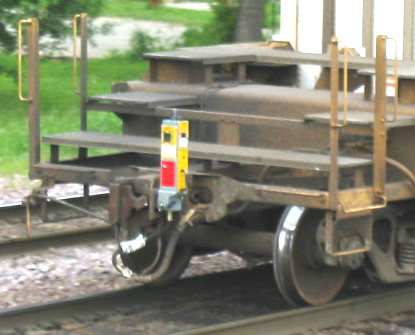
Un dispositivo de fin de tren en un tren en 2005

Hasta la década de 1980, las leyes de Estados Unidos y Canadá exigían que todos los trenes de mercancías tuvieran un furgón de cola y una tripulación completa, por seguridad. Con el tiempo, la tecnología avanzó hasta un punto en el que los ferrocarriles, en un esfuerzo por ahorrar dinero reduciendo los miembros de la tripulación, declararon que los vagones de cola eran innecesarios.
Las nuevas locomotoras diésel tenían grandes cabinas que podían albergar tripulaciones enteras. Los sistemas telecomandados controlaban las agujas, eliminando la necesidad de accionar manualmente los desvíos tras el paso de los trenes, y la mejora de  la señalización eliminó la necesidad de proteger la parte trasera de un tren detenido. Se mejoraron los rodamientos y se utilizaron detectores de cajas calientes, un fenómeno cada vez menos frecuente gracias al uso generalizado de rodamientos de rodillos en los ejes. Los vagones mejor diseñados contribuyeron a evitar problemas de desplazamientos de carga. Los ferrocarriles también afirmaban que un furgón de cola era un lugar peligroso, ya que durante las maniobras podían producirse impactos capaces de provocar la caída de los tripulantes e incluso desprender elementos pesados.
Los ferrocarriles propusieron el dispositivo de fin de tren (EOT o ETD), comúnmente llamado FRED (flashing rear-end device), como alternativa. Un ETD podía acoplarse a la parte trasera del tren para detectar la presión de los frenos de aire del tren e informar de cualquier problema a la locomotora por telemetría. El ETD también detecta el movimiento del tren al arrancar y transmite esta información por radio a los maquinistas para que sepan que los enganches están flojos y que se puede aplicar potencia adicional. Las máquinas también tienen luces rojas intermitentes para avisar a los trenes que vienen por detrás de que hay un tren delante. Con la introducción de la ETD, el revisor se trasladó a la parte delantera del tren con el maquinista.
Una Junta Presidencial de Emergencia de 1982, convocada en virtud de la Ley del Trabajo Ferroviario, ordenó a los ferrocarriles de Estados Unidos que empezaran a eliminar los vagones de cola siempre que fuera posible hacerlo. Una excepción legal fue el estado de Virginia, que tenía una ley de 1911 que obligaba a llevar vagones de cola en los extremos de los trenes, hasta la derogación definitiva de la ley en 1988. Dejando a un lado esta excepción, año tras año, los vagones de los extremos fueron desapareciendo. Hoy en día quedan muy pocos de estos vagones en funcionamiento, aunque todavía se utilizan para algunos trenes locales en los que es conveniente tener un guardafrenos al final del tren para accionar las agujas, en movimientos largos marcha atrás, y también se utilizan en trenes que transportan materiales peligrosos.
CSX Transportation es uno de los pocos ferrocarriles de Clase 1 que aún mantiene una flota de furgones de cola modificados para uso regular. Empleados como "plataformas de empuje" en la parte trasera de los trenes de mercancías locales que deben realizar largos retrocesos o maniobras pesadas, se trata generalmente de furgones de cabina reconstruidos con sus puertas de cabina soldadas (dejando a sus tripulaciones trabajar desde la plataforma trasera). BNSF también mantiene una flota de antiguos furgones de cola de visión amplia para un propósito similar, y en 2013 comenzó a repintar algunos de ellos con esquemas de pintura de herencia de los ferrocarriles predecesores de BNSF.

## Tipos

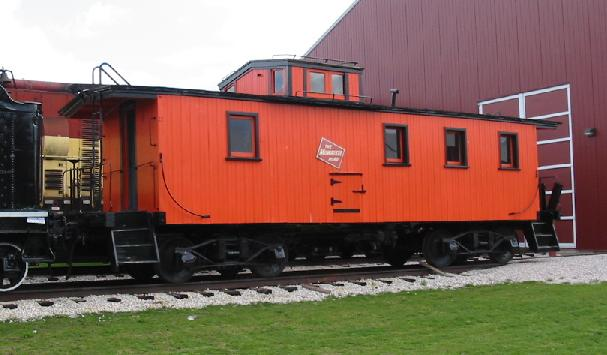
Un furgón de cola con cúpula del Ferrocarril de Milwaukee en el Museo Nacional del Ferrocarril de EE. UU.

La forma de los furgones de cola varió a lo largo de los años, con cambios realizados tanto para reflejar diferencias en el servicio como mejoras en el diseño. Los tipos más comúnmente vistos son:

### Cúpula o "estándar"

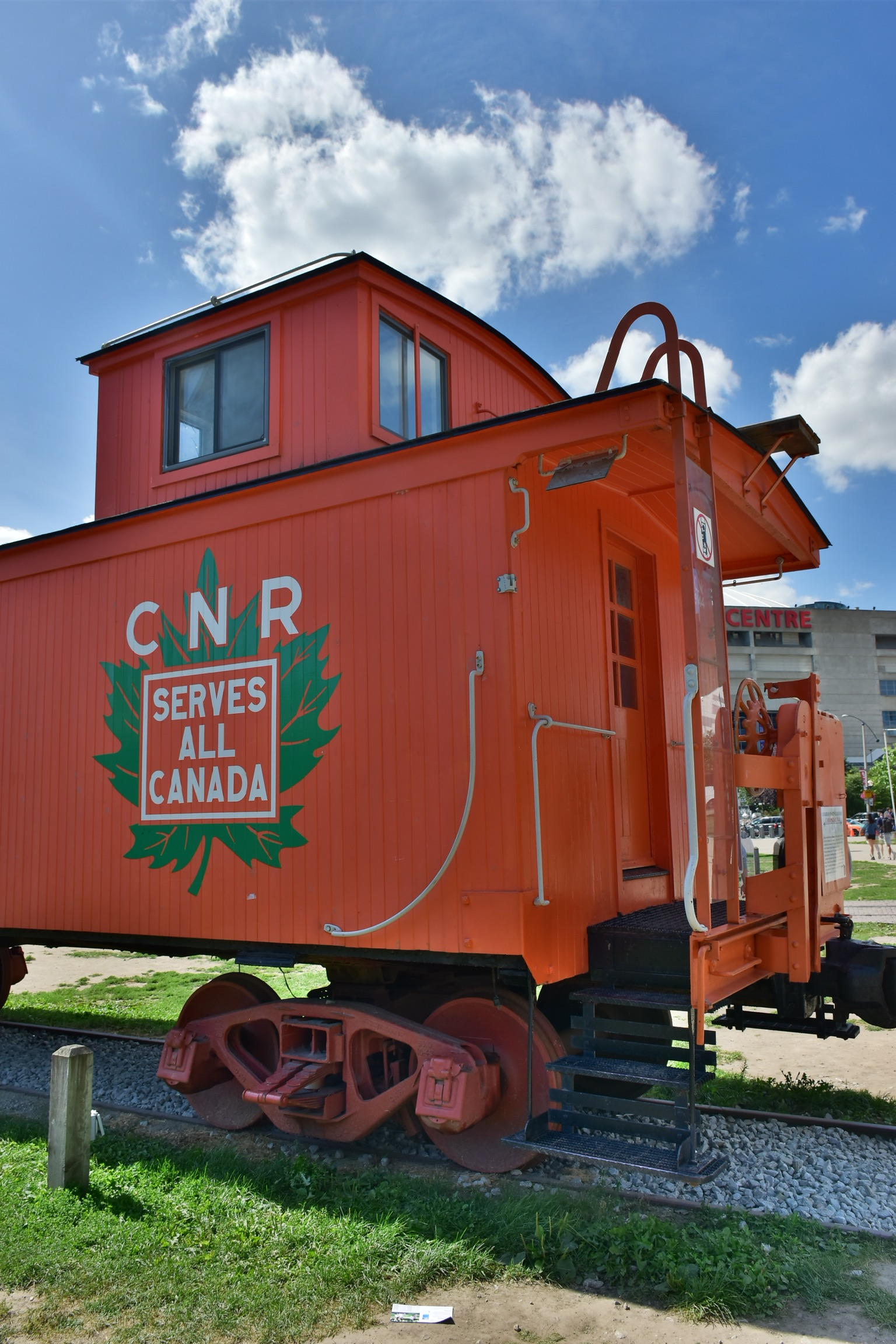
La sección de la cúpula (proyección vertical con ventana) en un furgón de cola restaurado en exhibición en el Museo del Ferrocarril de Toronto

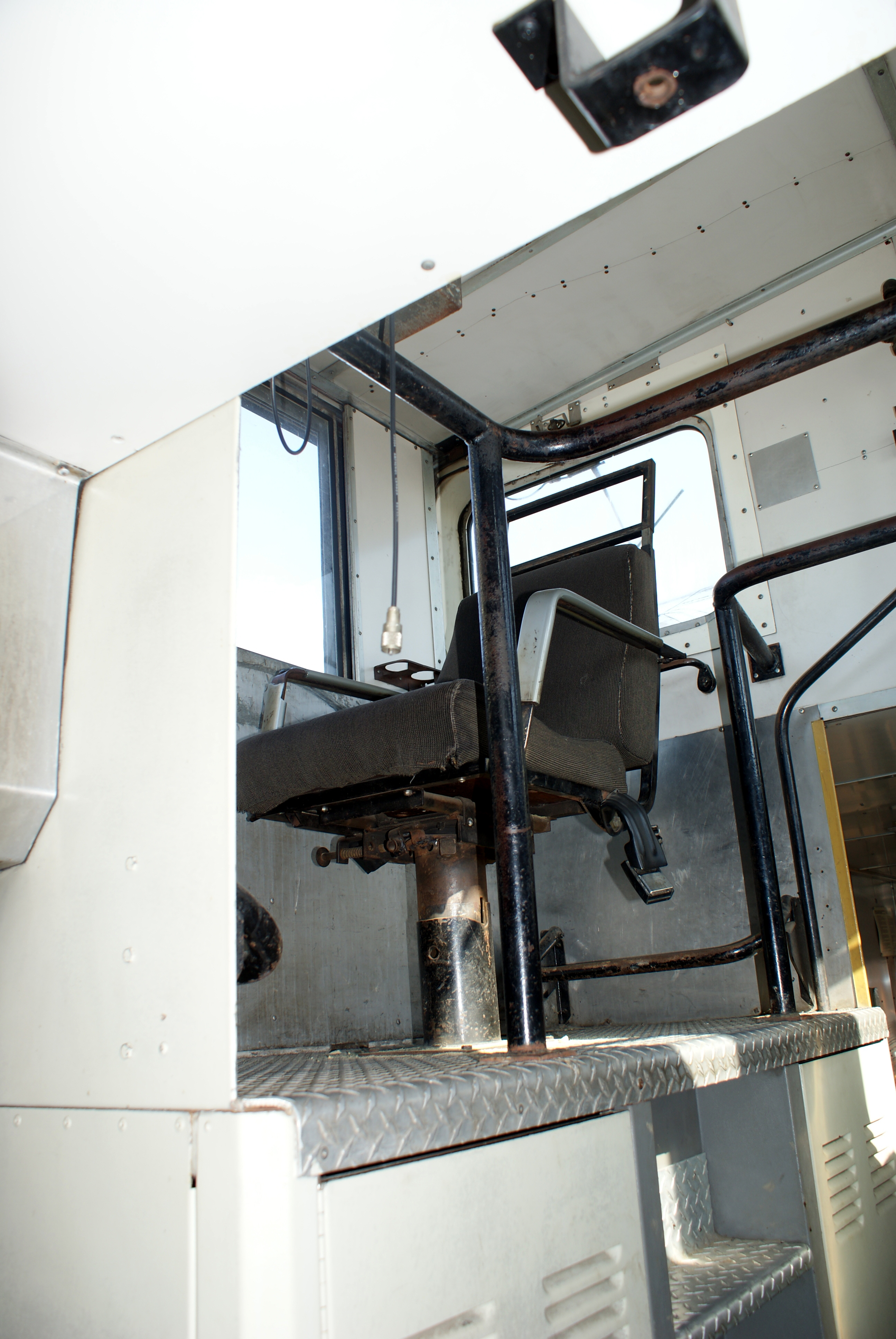
Zona del asiento en un furgón de cola con cúpula

La forma de furgón de cola más común en la práctica ferroviaria estadounidense tiene una pequeña elevación con una ventana en el techo, llamada cúpula. La tripulación se sentaba en asientos elevados para inspeccionar el tren desde esta posición.
La invención del furgón de cola con cúpula se atribuye generalmente a T. B. Watson, un maquinista de trenes de mercancías en el Ferrocarril de Chicago y del Noroeste. En 1898 escribió:

Durante los años 60 fui maquinista en el ferrocarril C&NW. Un día, a finales del verano de 1863, recibí órdenes de entregar mi furgón de cola al maquinista de un tren de construcción, y recibí un vagón vacío para usarlo como furgón de cola. Este vagón tenía un agujero en el techo de aproximadamente dos pies cuadrados. Apilé la lámpara y las cajas de herramientas debajo del extremo de la perforación y me senté con la cabeza y los hombros por encima del techo... (Más adelante) sugerí poner una caja cerrada con vidrios alrededor del agujero, para poder tener una cabina de piloto donde sentarme y poder observar el tren.

La posición de la cúpula varió. En la mayoría de los furgones de ferrocarril del este, la cúpula estaba en el centro del vagón, pero la mayoría de los ferrocarriles del oeste preferían colocarla hacia el final del vagón. Algunos conductores preferían tener la cúpula hacia el frente, a otros les gustaba hacia la parte trasera del tren y a otros simplemente no les importaba. Los maquinistas de la ATSF podían negarse a ser asignados a un tren si no tenían sus furgones orientados hacia la dirección que prefirieran. Esta sería una cláusula poco común de un acuerdo sindical que podría utilizarse, aunque no era un tema habitual.
La idea clásica del "pequeño furgón de cola rojo" al final de cada tren surgió cuando los furgones de cola se pintaron de color marrón rojizo. Sin embargo, algunos ferrocarriles (UP y NKP, por ejemplo) pintaron sus furgones de cola de amarillo o rojo y blanco. El más notable fue el Santa Fe (el Ferrocarril de Atchison, Topeka y Santa Fe) que en la década de 1960 inició un programa de reconstrucción de sus furgones de cola en el que los vagones estaban pintados de rojo brillante con un heraldo de cruz de Santa Fe de dos metros y medio de diámetro adornado a cada lado en amarillo. Algunos ferrocarriles, principalmente el Ferrocarril de Wabash, el Norfolk y Oeste y el Illinois Central Gulf, también construyeron o mejoraron furgones de cola con cúpulas aerodinámicas para una mejor aerodinámica y proyectar una imagen más moderna.

### Ventanas prominentes

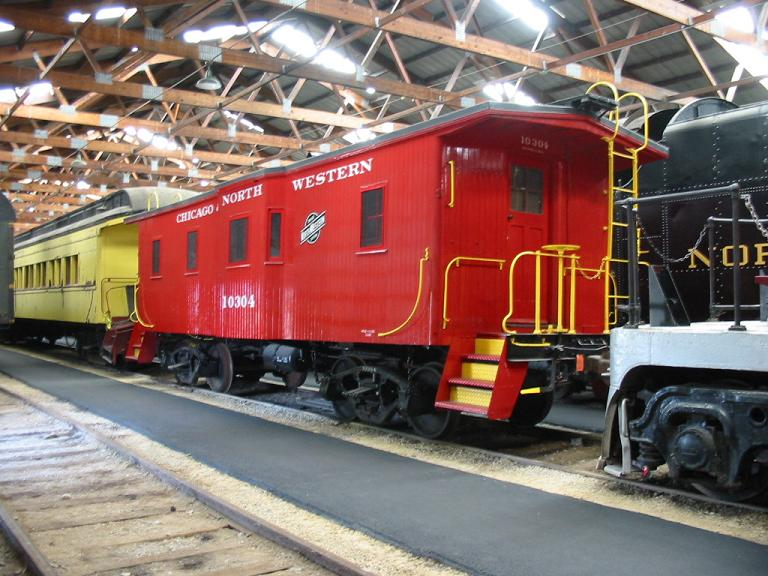
Un antiguo furgón de cola con una ventana prominente del Ferrocarril de Chicago y del Noroeste en el Museo del Ferrocarril de Illinois

En un furgón de cola con ventana prominente, la tripulación que vigila el tren se sienta en el medio del vagón en una sección de la pared que se proyecta desde el costado del furgón de cola. Las ventanas colocadas en estas paredes extendidas se asemejan a ventanales arquitectónicos, por lo que el tipo furgón de cola se llama furgón de cola con ventana prominente. Este tipo ofrecía una mejor visión del costado del tren y eliminaba el peligro de caída de la cúpula.[cita requerida] Se cree que se utilizó por primera vez en el Ferrocarril de Akron, Canton y Youngstown en 1923, pero está particularmente asociado con el Ferrocarril de Baltimore y Ohio, que construyó todos sus furgones de cola con este diseño a partir de un modelo experimental en 1930. El ventanal ganó el favor de muchos ferrocarriles porque eliminó la necesidad de disponer de espacios libres adicionales en túneles y pasos elevados.
En la costa oeste, el Ferrocarril de Milwaukee (Ferrocarril de Chicago, Milwaukee, St. Paul y del Pacífico) y el Ferrocarril del Norte del Pacífico utilizaron estos vagones, convirtiendo más de 900 furgones al tipo de techo con ventanales a finales de los años 1930. Se conservan furgones de cola con ventana prominente lateral del Ferrocarril de Milwaukee en New Lisbon (Wisconsin), en el Museo del Ferrocarril de Illinois, en el Ferrocarril Panorámico del Monte Rainer y en Cedarburg (Wisconsin), entre otros lugares.
El Ferrocarril del Pacífico Occidental fue uno de los primeros en adoptar este tipo de furgones de cola. Construyó sus propios vagones con ventana prominente a partir de 1942 y adquirió este estilo exclusivamente a partir de entonces. Muchos otros ferrocarriles operaban con vagones de este tipo, incluido el Ferrocarril del Pacífico Sur, el Ferrocarril de San Luis a San Francisco, el Ferrocarril de Katy, el Ferrocarril del Sur de Kansas City, el Ferrocarril del Sur y el Ferrocarril Central de Nueva York.
En el Reino Unido, los furgones de frenos suelen tener este diseño básico, y el ventanal se conoce como mirador.

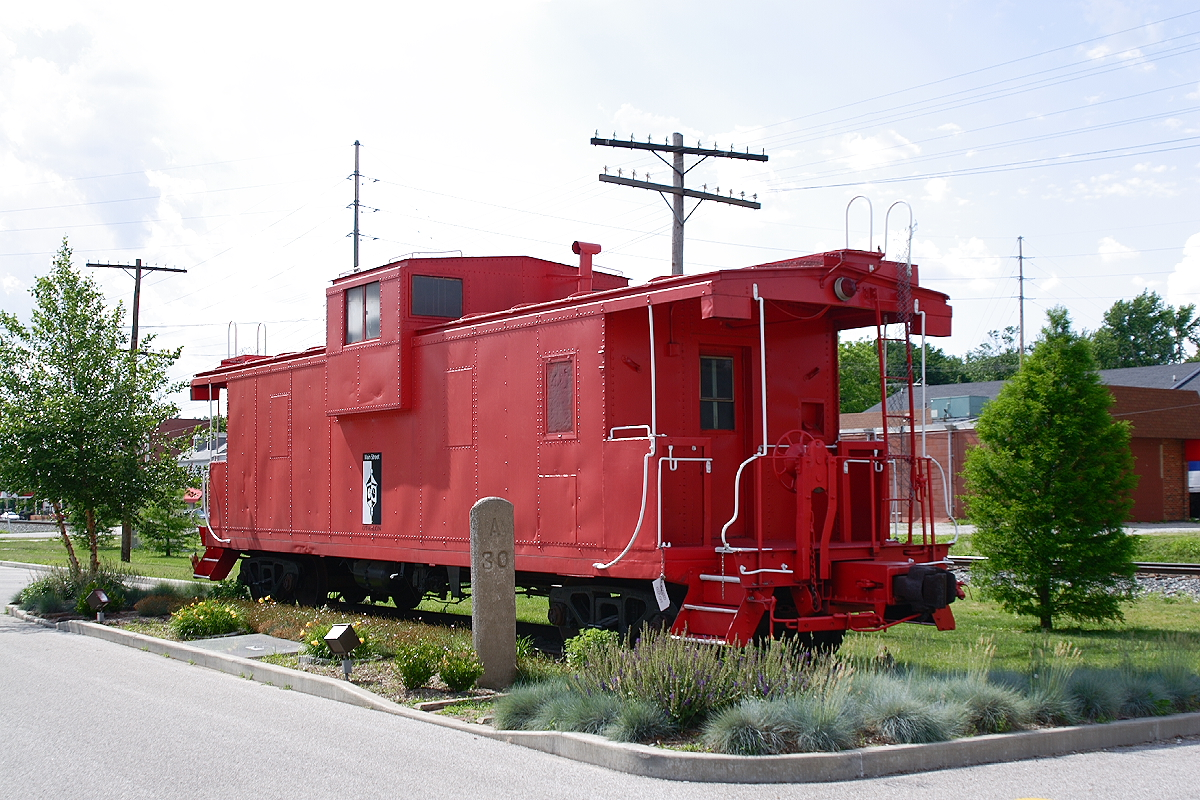
Un furgón de cola de visión extendida en exhibición estática en O'Fallon, Illinois

### Visión extendida
En el furgón de cola de visión extendida o de visión amplia, los lados de la cúpula se proyectan más allá del costado de la carrocería. Chicago, Rock Island y Pacific Railroad creó algunos de estos reconstruyendo algunos furgones de cola de cúpula estándar con extensiones de ventanas aplicadas a los lados de la cúpula misma, pero, con diferencia, la mayor parte tiene todo el compartimento de la cúpula ampliado. Este modelo fue introducido por la International Car Company y entró en servicio en la mayoría de los ferrocarriles estadounidenses. La cúpula ampliada permitió a la tripulación ver más allá de la parte superior de los coches más altos que comenzaron a aparecer después de la Segunda Guerra Mundial, y también aumentó la amplitud del área de la cúpula.
Además, el Ferrocarril de Monon introdujo un diseño único en los furgones de visión extendida. Agregaron una bahía en miniatura a los lados de la cúpula para mejorar aún más la visión, dando una apariencia única a su pequeña flota. Se han salvado siete de los ocho furgones de cola construidos por el Ferrocarril de Monon. Uno fue desguazado tras un accidente en Kentucky. Los vagones supervivientes se encuentran en el Museo del Transporte de Indiana (operativo), en el Museo del Ferrocarril de Indiana (operativo), en el Museo del Ferrocarril de Kentucky (dañado por un incendio) y en el Museo del Ferrocarril Bluegrass (sin restaurar, pero todavía operativo). Los tres restantes se encuentran en colecciones privadas.

### De transferencia

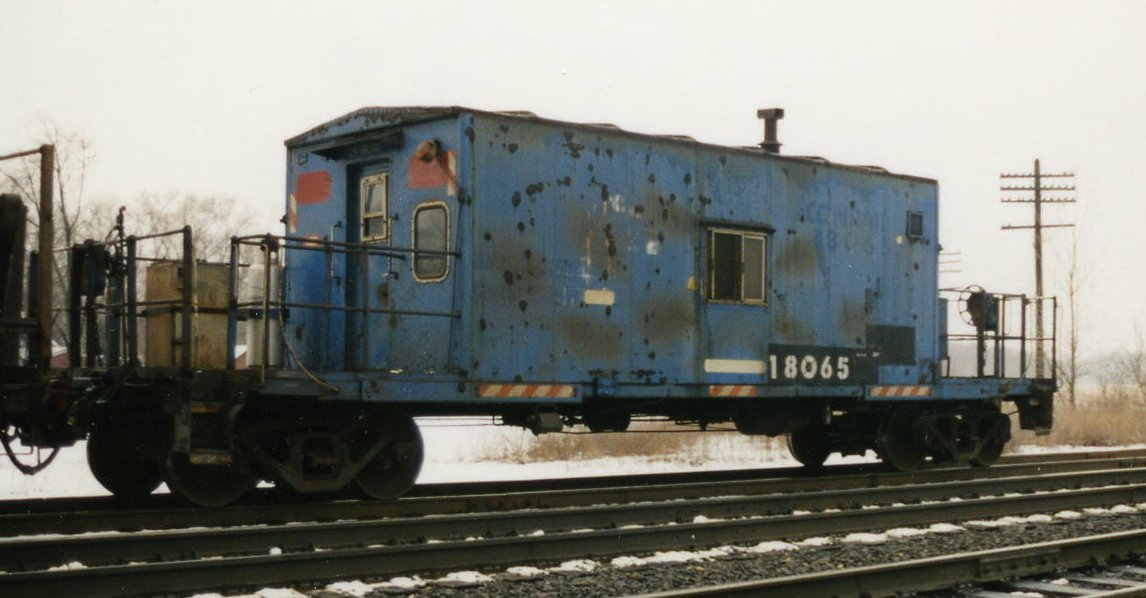
Un furgón de cola de transferencia de la compañía Conrail

Un furgón de cola de transferencia se parece más a un vagón plano con un cobertizo atornillado en el medio que a un furgón de cola estándar. Se utiliza en el servicio de transferencia entre haces de vías de mercancías o en trayectos de cambio cortos y, como tal, carece de instalaciones para dormir, cocinar o baños. Los extremos de un furgón de cola de transferencia se dejan abiertos, con barandillas de seguridad que rodean el área entre el compartimento para la tripulación y el extremo del vagón.
Una variación reciente del furgón de cola de transferencia es la plataforma de "empuje". Puede ser cualquier vagón donde un encargado de los frenos pueda viajar con seguridad durante cierta distancia para ayudar al maquinista con la visibilidad en el otro extremo del tren. Se han utilizado vagones planos y tolvas cubiertas para este propósito, pero a menudo la plataforma de empuje es un furgón de cola al que se le han cubierto las ventanas, se han cerrado con soldadura y las puertas se han cerrado permanentemente. CSX utiliza antiguos furgones de cola con ventanas cortas de Louisville y Nashville y antiguos vagones de Conrail como plataformas de empuje.
Los furgones de transferencia no deben confundirse con los furgones del Ferrocarril Missouri Pacífico (MoPac), ya que sus furgones eran completamente funcionales.

### En trenes ganaderos

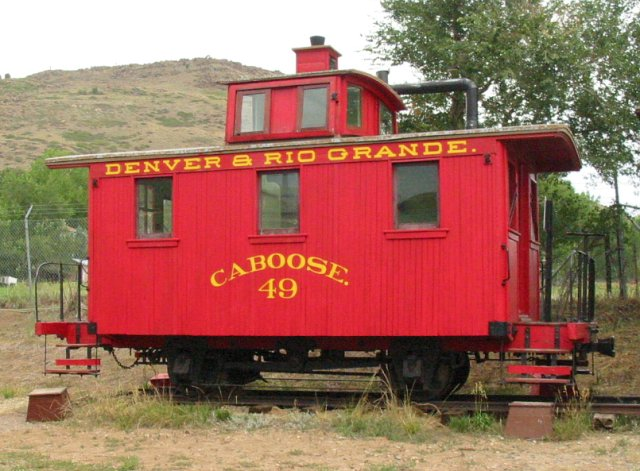
Un furgón de cola con cúpula "bobber" de dos ejes en el Museo del Ferrocarril de Colorado, conocido por su marcha irregular asociada a la falta de bogies

Los furgones para los ganaderos se parecían más a furgones combinados que a furgones de cola estándar. El propósito de estos vagones también era mucho más parecido al de un vagón de cereales. En los trenes ganaderos más largos usados en el oeste americano, el furgón de cola de un tren cargado de ganado servía para alojar a los cuidadores que acompañaban a las reses entre el rancho y la planta de procesamiento. La tripulación del tren viajaba en la sección de furgón de cola, mientras que los cuidadores de ganado viajaban en una sección parecida a un coche de pasajeros. Tenían cúpulas o ventanales para que la tripulación pudiera vigilar el tren. El uso de vagones para los maquinistas en el Ferrocarril del Norte del Pacífico, por ejemplo, duró hasta la fusión con el Ferrocarril del Norte de Burlington en 1970. A menudo se encontraban en trenes originales con origen en Montana.

## Conservación y reutilización

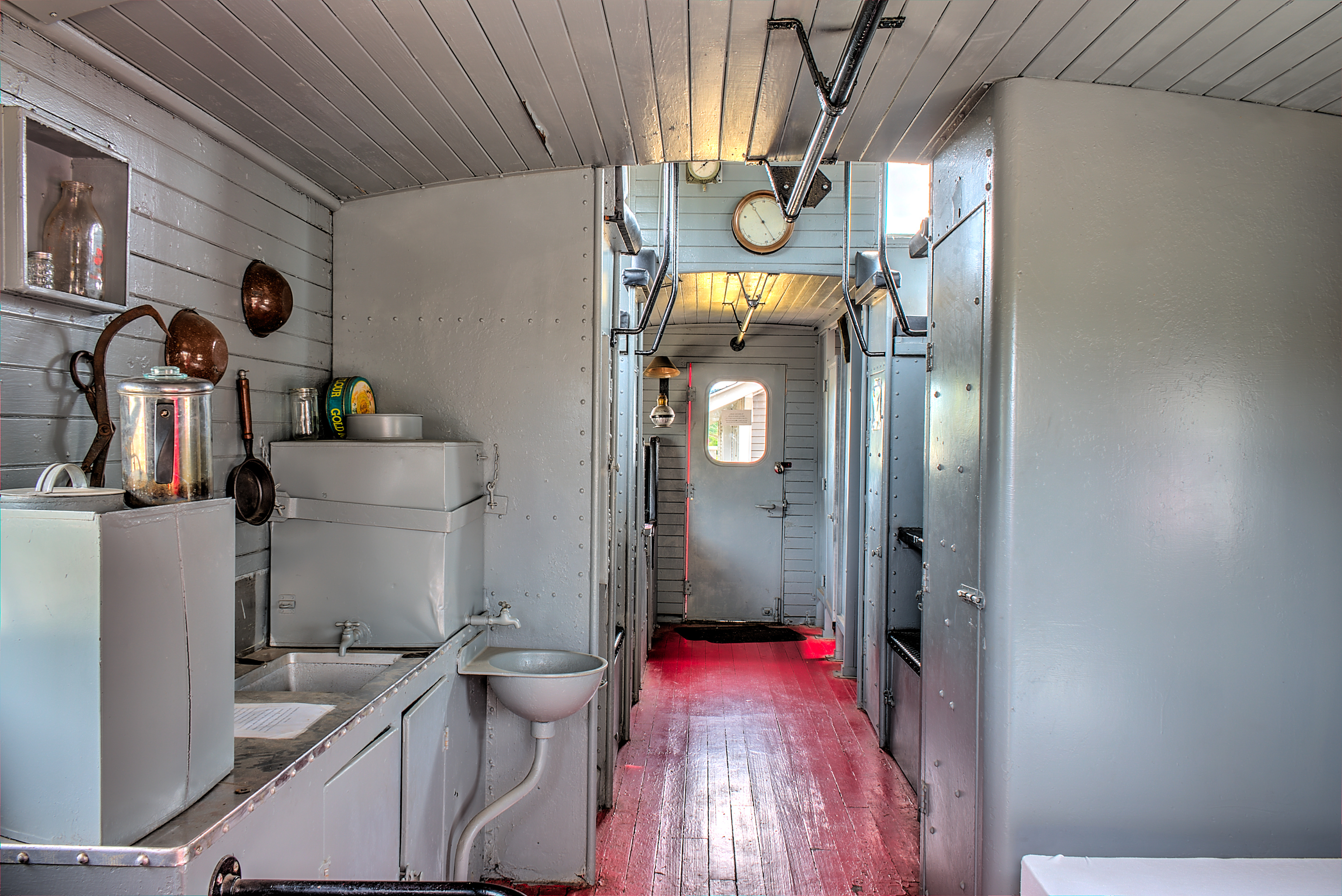
Interior del Caboose #308 del Ferrocarril Virginiano en el Museo del Ferrocarril de Princeton, en Virginia Occidental

Aunque el furgón de cola ha dejado de utilizarse en gran medida, los ferrocarriles todavía conservan algunos en reserva, que se utilizan normalmente dentro y alrededor de las zonas ferroviarias. Otros usos incluyen trenes "especiales" de mantenimiento de la infraestructura ferroviaria; como parte de trenes de reconocimiento que inspeccionan líneas ferroviarias remotas después de desastres naturales para verificar si hay daños; o para proteger el movimiento de material nuclear dentro de los Estados Unidos. Otros se han modificado para su uso en funciones de investigación, para comprobar las quejas de residentes o propietarios de negocios con respecto a los trenes en ciertas ubicaciones. Finalmente, algunos se acoplan a trenes para eventos especiales, incluidos recorridos históricos.
El Ferrocarril de Chihuahua al Pacífico en México todavía utiliza furgones de cola para acompañar a sus trenes entre Chihuahua y Los Mochis.
Los furgones también se han vuelto populares para ser coleccionados por museos ferroviarios y para parques urbanos y otros usos cívicos, como centros de visitantes. Varios museos ferroviarios cuentan con una gran cantidad de furgones de cola, incluido el Museo del Ferrocarril de Illinois con 19 ejemplos y el Museo del Ferrocarril del Pacífico Occidental en Portola (California), con 17. Muchos ferrocarriles de línea corta todavía usan furgones de cola en la actualidad. Los grandes ferrocarriles también utilizan furgones de cola como "plataformas de empuje" o en servicios de composición de trenes, donde es conveniente tener tripulación en la parte trasera del tren.
Los furgones de cola también se han reutilizado como cabañas de vacaciones, oficinas de jardín en residencias privadas y como parte de restaurantes. Además, han aparecido moteles dispuestos sobre furgones de cola, en los que los coches viejos se utilizan como cabañas.
Los Ferrocarriles Nacionales de Filipinas todavía utilizan un furgón de cola con ventana prominente con el número FCD-17 para trenes de mantenimiento que no generan ingresos. Fue construido en Japón en 1962 y es utilizado como vehículo de inspección por la Policía Nacional de Filipinas.

## Lectura adicional
- Beaubien, Greg (2 de febrero de 1995). «The End of the Line». Chicago Tribune (en inglés estadounidense).